# Tekella
Tekella is een geslacht van spinnen uit de  familie van de Cyatholipidae.

## Soorten
- Tekella absidata Urquhart, 1894
- Tekella bisetosa Forster, 1988
- Tekella lineata Forster, 1988
- Tekella nemoralis (Urquhart, 1889)
- Tekella unisetosa Forster, 1988